# Radziejowice (village)
Pour les articles homonymes, voir Radziejowice.
Radziejowice (prononciation : [rad͡ʑejɔˈvit͡sɛ]) est un village polonais de la gmina de Radziejowice dans le powiat de Żyrardów de la voïvodie de Mazovie dans le centre-est de la Pologne.
Il est le siège administratif de la gmina appelée gmina de Radziejowice.
Il se situe à environ 10 kilomètres au sud-est de Żyrardów (siège du powiat) et à 40 kilomètres au sud-ouest de Varsovie (capitale de la Pologne).

## Histoire
De 1975 à 1998, le village appartenait administrativement à la voïvodie de Skierniewice.